# Joint Polarization Experiment
Le Joint Polarization Experiment (JPOLE) est un test d'évaluation des performances du radar météorologique WSR-88D modifié pour inclure la double polarisation du faisceau. Ce programme fut un projet conjoint du National Weather Service (NWS), de la 
Federal Aviation Administration (FAA) et de l’agence météorologique de l'US Air Force (AFWA) qui s'est déroulé en 2000-2004. Il a abouti à la mise à niveau de tout le réseau de radars météorologiques aux États-Unis en y ajoutant la double polarisation qui permet de mieux déterminer le type de précipitations et les quantités tombées.

## Histoire
NCAR aux États-Unis, a été un des centres pionniers dans le domaine de la double polarisation pour un radar météorologique avec Dusan S. Zrnic et Alexandre V. Ryzhkov. En juillet 2000, la première rencontre de planification de JPOLE s'est tenu au NSSL et il a été déterminé que le projet se ferait en deux phases :
- la collection de données à double polarisation sur plusieurs saisons utilisant un radar NEXRAD spécialement modifié à partir du printemps 2002 ;
- une campagne d'observation intense débutant au printemps 2003 avec plusieurs instruments (autres radars, stations météorologiques, observateurs et vols in situ dans les nuages comparer avec les données du radar JPOLE.

Toutes ces données furent ensuite analysées pour déterminer la faisabilité du concept de double polarisation opérationnellement et pour démontrer le coût/bénéfice de la modification du réseau NEXRAD. De plus, la seconde phase a permis de faire des avancées scientifiques dans le domaine. Finalement, les données recueillies étaient disponibles aux météorologues du centre de prévisions de l'Oklahoma qui avaient déjà pu se familiariser avec ces données et leur interprétation à partir des données du radar Cimarron.
De 2010 à avril 2013, les radars du réseau NEXRAD furent mis à niveau en installant la double polarisation,.

## Description
JPOLE utilisait un radar météorologique de la série NEXRAD monté à Norman (Oklahoma) sur les terrains du National Severe Storms Laboratory (NSSL). Le signal de son transmetteur était divisé en deux pour obtenir un signal à polarisation horizontale conventionnelle et un autre à polarisation verticale. Les signaux étaient envoyés à l'antenne par deux guides d'ondes et pouvait émettre simultanément les deux signaux puis recevoir les échos retournés par les précipitations dans les plans émis ou orthogonaux.

### Principe de la double polarisation
En général, la plupart des hydrométéores ont un axe plus grand selon l’horizontale (ex. les gouttes de pluie deviennent oblates en tombant à cause de la résistance de l’air). L’axe dipolaire des molécules d’eau a donc tendance à s’aligner dans cette direction et le faisceau radar sera généralement polarisé horizontalement pour tirer profit d’un retour maximal. Si on envoie en même temps une impulsion avec polarisation verticale et une autre avec polarisation horizontale, on pourra noter une différence de plusieurs caractéristiques entre ces retours :
- Si les cibles ont une forme aplatie comme dans l'image ci-contre, en sondant avec deux ondes dont l'une est de polarisation verticale (V) et l'autre horizontale (H), on obtient des intensités plus fortes revenant de celle ayant l'axe horizontal. Par contre si les retours orthogonaux sont égaux cela indique une cible ronde. Cela s'appelle la différence de réflectivité ou la réflectivité différentielle ({\displaystyle Z_{dr}}) ;
- Le faisceau radar sonde un volume plus ou moins grand selon les caractéristiques de l'antenne émettrice. Ce qui revient est l'addition des ondes réfléchies par les cibles individuelles dans le volume. Comme les cibles peuvent changer de position dans le temps les unes par rapport aux autres, l'intensité des ondes V et H ne demeure constante que si les cibles ont toute la même forme. Le rapport d'intensité entre les canaux H et V revenant de sondages successifs s'appelle le coefficient de corrélation ({\displaystyle \rho _{hv}}) et donne donc une idée de l'homogénéité ou non des cibles dans le volume sondé ;
- La phase de l'onde change lorsqu'elle traverse un milieu de densité différente. En comparant le taux de changement de phase de l'onde de retour avec la distance, la phase différentielle spécifique ou {\displaystyle K_{dp}}, on peut évaluer la quantité de matière traversée ;
- On peut également comparer le déphasage entre les retours H et V (différentiel de phase ou {\displaystyle \phi _{dp}}).

Les radars, dits à double polarisation, qui utilisent ce type de sondage peuvent donc obtenir des indications sur la forme des cibles ainsi que sur le mélange de formes. Ceci peut être utilisé, en plus de l’intensité du retour, pour une identification directe du type de précipitations (pluie, neige, grêle, etc.) grâce à un algorithme,. Cela permet même de déceler les débris soulevés par une tornade grâce à l'identification de la collerette de débris, aussi appelée « buisson ».

### Défis opérationnels
En tant que test d'utilisation opérationnel, JPOLE a permis d'essayer une configuration bien différente de celle des radars de recherche précédents. Premièrement, la vitesse de rotation de ces derniers étaient relativement lente (~1 tour par minute) alors que le NEXRAD tourne de 3 ou 6 tours par minute (selon le schème de sondage). Ceci introduit des erreurs statiques dans les résultats dues à un plus faible nombre d'échantillons par angle sondé. Ces erreurs devaient être déterminées et minimisées. Les algorithmes permettant de déterminer le type de précipitations devaient être ajustés par la suite.
Ensuite, le test de validation devait démontrer que la prise de données de double polarisation ne nuisait pas aux autres informations tirées des radars NEXRAD, soit la réflectivité et les vitesses radiales. Ceci nécessitait la comparaison des résultats avec un autre radar opérationnel, le radar KTLX non double polarisé situé à environ 20 km au nord-est de KOUN.